# René Pilato
Pour les articles homonymes, voir Pilato.
René Pilato, né le 31 août 1962 à Lagny-sur-Marne (Seine-et-Marne), est un professeur de mathématiques et homme politique français.
Membre de La France insoumise, il est élu député de la 1re circonscription de la Charente depuis 2023.

## Biographie

### Parcours professionnel
René Pilato a grandi à Lagny-sur-Marne, en Seine-et-Marne. Il travaille d'abord dans l’industrie spatiale, puis devient professeur de mathématiques au lycée de l’image et du son d'Angoulême,.

### Départementales de 2021
Lors des élections départementales de 2021, il est candidat LFI dans le canton d'Angoulême-2, mais le binôme qu'il forme avec Marianne Grellety Sedano arrive dernier au premier tour. Le canton est remporté par les candidats LREM, Thomas Mesnier et Laëtitia Regrenil,.

### Au Palais Bourbon

#### Premier mandat
Candidat lors des élections législatives de 2022 face au candidat Horizons Thomas Mesnier, il échoue à seulement 24 voix d'écart, mais le 2 décembre 2022, l'élection de son adversaire est annulée par le Conseil constitutionnel en raison de l'irrégularités. Libération rapporte que « le Conseil constitutionnel relève, en effet, la présence de «18 votes, correspondant à des différences de signature significatives, [qui] devaient être regardés comme irrégulièrement exprimés», de «8 émargements douteux» ou qu’«une personne qui n’avait pas qualité pour voter faute de procuration régulière avait introduit son bulletin dans l’urne avant que les membres du bureau ne se soient aperçus de son défaut de qualité pour voter». ».
Le 29 janvier 2023, il est ainsi élu député en remportant sous la bannière de la NUPES l'élection législative partielle dans la première circonscription de la Charente face au député sortant Thomas Mesnier de la majorité présidentielle (Horizons).
Il fait partie au sein du groupe La France insoumise - NUPES, et siège à la commission des affaires économiques.

#### Second mandat
Il est réélu avec 35,75 % des suffrages exprimés au second tour lors des élections législatives anticipées de 2024 dans une triangulaire l'opposant une troisième fois à Thomas Mesnier (Horizons et candidat d'Ensemble pour la République) et à Marion Latus (Rassemblement national),. Il ne change ni de groupe ni de commission.